# HDI-Arena
A HDI-Arena (korábban AWD-Arena) egy labdarúgó-stadion a németországi Hannoverben, a Bundesliga nevű német labdarúgó-bajnokságban játszó Hannover 96 csapatának ad otthont. A stadionban 49 000 néző foglalhat helyet. A lelátók fedettek, világítás van, pályafűtés is. Az aréna a városban megtartott koncerteknek is gyakran ad otthont. Az 1974-es labdarúgó-világbajnokság és a 2006-os labdarúgó-világbajnokság néhány mérkőzését is itt játszották. 2009 novemberében itt búcsúztatták el örökre Robert Enkét, a Hannover 96 és Német labdarúgó-válogatott kapusát.